# Балкария (горный район)
Балкария (горный район) — горный район в Кабардино-Балкарии, расположен в бассейне реки Черека-Балкарского и его притоков, таких как Чайнашки, Рцывашки, и истоков Дыхсуу, Карасу (долина часто называется "Штулу" или "Уштулу") часть Кавказских гор.

## Географическое расположение
На западе район граничит с Безенги, границы проходят по хребту Коштан-крест (это мощный северный отрог Коштантау) и северным отрогам хребта Коштан-крест. Тут возвышаются в направлений с севера на юг; Ричитебе 3477м, Каяшкисубаши 3912 м, пик Канкашева3923 м, Гертыбаши 4246 м, Тютюнбаши 4636 м, тут же на юго-восточном отроге Коштантау стоит Тютюнтау 4540 м.
Дальше на юго-запад по так называемому Северному массиву располеженны; Коштантау 5152 м, Крумкол 4688 м, Мижирги 5018 м, и Башхааузбаши 4471 м.
На юге район ограничен Главным Кавказским хребтом, на котором с запада на восток возвышаются:
- Шхара 5203 м
- Ушгули 4632 м
- Лакуца 4414 м
- Нуамкуан 4233 м
- Айлама 4547 м
- Цурунгал 4246 м
- Фытнаргин 4123 м
- Шариатау 4689м
- Гезетау 4009м

На востоке района возвышаются вершины Суганского хребта и его отрогов, наиболее значительные из них:
- Гюльчи-Тау 4447 м
- Рцывашки 4341 м
- пик Комсомола Украины 4211 м
- Мухол 3954 м
- Ахсу 4058 м
- Суган-Тау 4487 м
- Суганбаши 4481м
- Туяла 3941 м
- пик Днепровской правды 4076 м
- и другие менее известные вершины

Тут район граничет с Дигорией.

## Путаница в названиях
В связи с тем, что в туристских и альпинистских кругах район исторически не имел своих четких границ и названия, в вопросах названия и границ района есть путаница:
1. Так в альпинистской литературе[2], всю западную часть района (западный берег Черека-Балкарского) принято относить к району Безенги, а восточную часть (Суганский хребет и его отроги) часто включают в Дигорию.
2. Также в литературе упоминается как "район Фытнаргина", но район Фытнаргина и сама вершина Фытнаргин 4123 м, на самом деле это всего лишь его центральная часть.
3. Еще район упоминается как Уштулу, но Уштулу это местность в долине реки Карасуу, одного из двух истоков Черека-Балкарского.

## Альпинизм
Первое восхождение советских альпинистов на в. Коштан с юга, непосредственно из района ледника Крумкол, (в ущелье Дыхсуу.) было совершено в 1955 г.
Этот район посещался, как правило, сильными командами, участвовавшими в чемпионатах СССР и Ленинграда по альпинизму и совершавшими первопрохождения на в. Коштантау и прилегающие к нему вершины (Тютюнтау, Тютюнбаши, Гертыбаши и др.) С 1955 по 1985 г. в этом районе было проложено всего 7 маршрутов.
На текущий момент (октябрь 2016), почти 20 лет альпинисты не посещали эти места — лишь отдельные группы туристов и альпинистов проходили район в режиме треккинга.